# Петрики (Пескара)
Петрики (итал. Petricchi) је насеље у Италији у округу Пескара, региону Абруцо.
Према процени из 2011. у насељу је живело 42 становника. Насеље се налази на надморској висини од 172 м.